# 霍尔登猪笼草
霍尔登猪笼草（学名：Nepenthes holdenii）是柬埔寨西部特有的热带食虫植物。其生长于海拔600米至800米的地区。原仅在豆蔻山脉的两座山上发现其分布，2011年10月又在其模式产地附近数公里处发现了新的分布地。霍尔登猪笼草的原生地分旱季和雨季，因此其具有了适应这样环境的块根。其花序的花梗带两朵花。霍尔登猪笼草似乎与其他中南半岛所产的猪笼草之间存在着密切的近缘关系。其种加词“holdenii”来源于杰里米·霍尔登（Jeremy Holden）。他是第一个记录并将霍尔登猪笼草确定为一个可能的新物种的人，同时他还是摄影师和生物学家。菩萨省人将霍尔登猪笼草称为“ampong sramoch”，在高棉语中意为“蚂蚁腐管”，有时也称为“ampong kralaom”，意为“昆虫腐管”。根据生活在原生地附近的村民提供的材料，霍尔登猪笼草的叶片和根对发热和疼痛有疗效。

## 植物学史
1875年戈德弗罗伊（Godefroy）可能就已采集到了霍尔登猪笼草。1909年，该标本被保罗·亨利·勒孔特（Paul Henri Lecomte）鉴定为高棉猪笼草（N. thorelii）。这份莲座状植株的标本由一块块茎、数片莲座状叶片及两枝雄性花序组成。其叶片无毛被和花梗带两朵花的描述与霍尔登猪笼草一致。尚未清楚该标本采集于哪个山峰。自戈德弗罗伊采集到霍尔登猪笼草后，至2006年野生动植物保护国际的考察，其间没有任何科学家再观察到霍尔登猪笼草。这可能是因为菩萨省曾是红色高棉政权的根据地，长期饱受战乱。

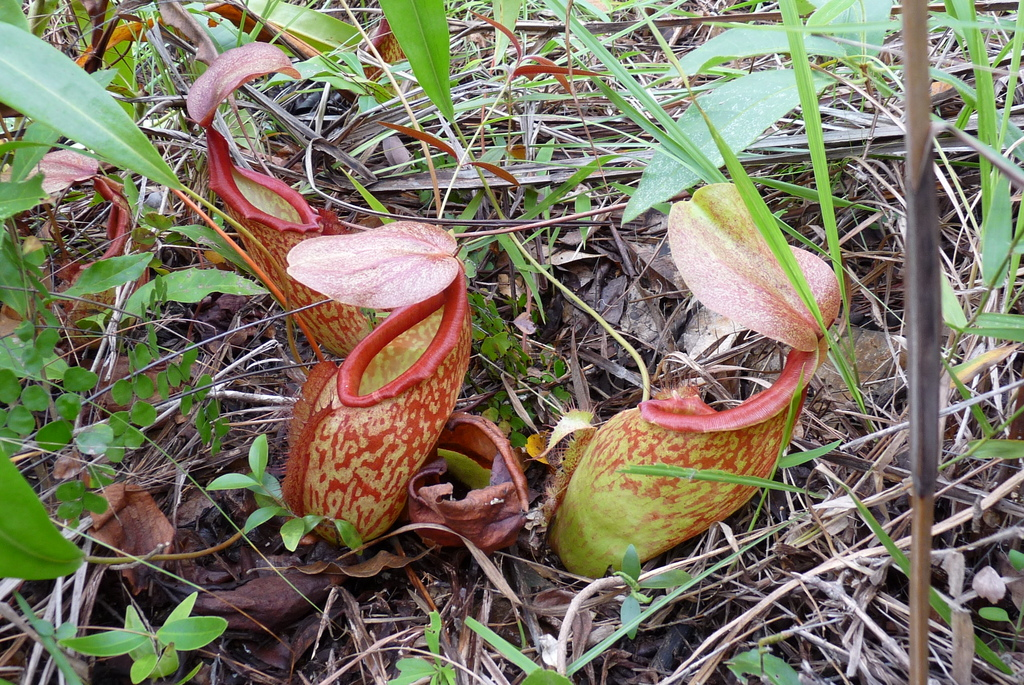
霍尔登猪笼草的下位笼

2008年，身为摄影师和生物学家的杰里米·霍尔登联系了弗朗索瓦·萨克洪·梅（Francois Sockhom MEY）对他在柬埔寨豆蔻山脉发现的猪笼草疑似新种进行研究。2006年2月，野生动植物保护国际在对萨姆库斯山野生动植物保护区考察中首次发现该类群。其分布于一个单峰上的四个地区，全部为干燥，陡峭的开阔地。原生地具高大的草本及松树植被，海拔为600米至750米。在2008年9月之前，只拍摄到了这些类群的照片而没有采集标本。
2009年8月，弗朗索瓦·萨克洪·梅与杰里米·霍尔登一起来到了柬埔寨，以便研究和采集这种分类不明的猪笼草。在这次考察中，他们在邻近的一座山峰上发现了另一处分布地。通过对这两个地区种群的研究表明，该类群具有一系列与其他已知猪笼草不同的独特特征。并且这两个地点普遍没有其他猪笼草生长，这就大大降低了其为自然杂交种的可能。在对野生植株和标本进行比较后确定这是一个未被描述的种群。
霍尔登猪笼草的正式描述基于植物标本馆的材料及对野外种群的观察。模式标本编号为“Mey 1A”，采集于柬埔寨西部菩萨省豆蔻山脉海拔653米处，为带上位笼、果序及种子的雌性植株。其存放于巴黎植物标本馆（P）中。

## 形态特征
霍尔登猪笼草陆生。雨季时，植株基部会产生大量的侧枝，其可长达5米。旱季时，大部分的营养组织会因干旱及山火而枯死。
霍尔登猪笼草的茎为圆柱形，有光泽，直径为6至8毫米。莲座状植株的节间距为2至3厘米，攀援茎的节间距为5至6厘米。茎为深紫色。

### 叶
霍尔登猪笼草的叶片革质，具小叶柄，为线形至披针形，长25至40厘米，宽3.5至6厘米。叶尖为急尖，叶基包住茎部周长的二分之一。莲座状植株的叶柄下延，攀援茎叶片具长3至4厘米的翼状叶柄。叶片两侧的外三分之一各有3条（很少4条）纵脉，不明显。羽状脉不规则，斜发自中脉，偶尔分叉，不明显。中脉宽1至2毫米。笼蔓笔直，圆柱形，直径为1至2毫米。下位笼的笼蔓长15至25厘米，上位笼的笼蔓长20至25厘米，且具笼蔓圈。
霍尔登猪笼草的老叶为淡绿色。莲座状植株的幼叶具有光泽，为橙色至棕色。中脉为粉红色至红色，具黄边，在叶片基部的收缩处形成一个粉红色至红色的三角区。

### 捕虫笼
霍尔登猪笼草的下位笼高13至20厘米，宽约4至6厘米，为卵形至椭圆形，无明显的笼肩。下位笼内表面基部的50%至60%覆盖着蜜腺。腹面的笼翼宽约15毫米，翼须长约6至7毫米。笼口倾斜，为卵形。唇为波浪状，具条纹，近圆柱形，宽可达3厘米，平展。唇肋高约0.3毫米，间距约0.6毫米。笼盖为椭圆形，末端和基部略为心形，可长达5厘米，宽至4厘米。其不呈拱形，边缘略微向下卷曲。笼盖下表面无附属物，但有大量火山口状的蜜腺。蜜腺为圆形，中脉附近的蜜腺较大，直径约0.8毫米，每平方厘米约130个；其他部分的蜜腺直径约0.2毫米，每平方厘米约300个。下位笼基部后方的笼蔓尾长5至7毫米，圆锥形，不分叉或很少分叉。
霍尔登猪笼草的上位笼一般可高达25厘米，可宽达6厘米。基部三分之一为窄漏斗形，上部较宽，唇下偶尔略微缩小，但不形成笼肩。笼口不如下位笼倾斜。唇的前部略微突起，形成一个三角形的点，波浪状，略具条纹。唇肋高约0.3毫米，间距约0.6毫米。笼盖为椭圆形，基部略为心形，可长达5厘米，宽至4厘米。其不呈拱形，边缘不向下卷曲，无附属物。
下位笼一般通体为红色、棕色或紫色，上面有淡淡的紫色斑点。极少数笼身为绿色，唇为红色。下位笼内表面为黄绿色至奶白色，极少数具有紫色斑点。上位笼一般通体全绿；或笼身为绿色，唇为橙色至红色；极少数为棕色、粉红色或红色，并带有淡紫色的斑点，唇为红色至橙色。上位笼内表面为红绿色至奶白色，极少数具有紫色斑点。上位笼的唇无条纹。笼盖的颜色与笼身一致。

### 根系
霍尔登猪笼草的根系由不规则分支的须根组成。同时还会长出厚度可达25毫米的根茎。

### 花序
霍尔登猪笼草的花序为总状花序。雄性花序可长达90厘米，总花梗长30至40厘米，宽3至5毫米，花序轴长40至50厘米，最宽处可达35毫米。共150至200朵花，每个花梗带2朵花，花梗长10至16毫米。基部通常具有长1至1.5毫米的丝状苞片。花被片为椭圆形，末端略为急尖，长约4毫米，宽2.5至3毫米。上面密布着长0.2至0.3毫米的毛被。雄蕊柄长3.5至4.5毫米，花药头近球形，长约1.5毫米，直径约1.5毫米。雌性花序可长达90厘米，总花梗长约40至60厘米，宽4至6毫米，花序轴长25至35厘米，最宽处可达60毫米。共90至100朵花，每个花梗带2朵花，花梗长约12至13毫米。基部通常具有长约1至1.5毫米的丝状苞片。花被片为椭圆形，末端略为急尖，长约4至6毫米，宽约3毫米。上面密布着长约0.2至0.3毫米的毛被。子房未知。
霍尔登猪笼草的果序上保留着花被片，蒴果为梭形，共四瓣，长度为14至26毫米，一般为16至20毫米。种子呈丝状，每个蒴果中含种子约100粒。种子长约6毫米，浅棕色。
霍尔登猪笼草的花序、叶脉具有长约0.2毫米的毛被。笼蔓、捕虫笼、叶片和茎无毛被。花被片为棕色或红色，花药为黄色。

## 原生地

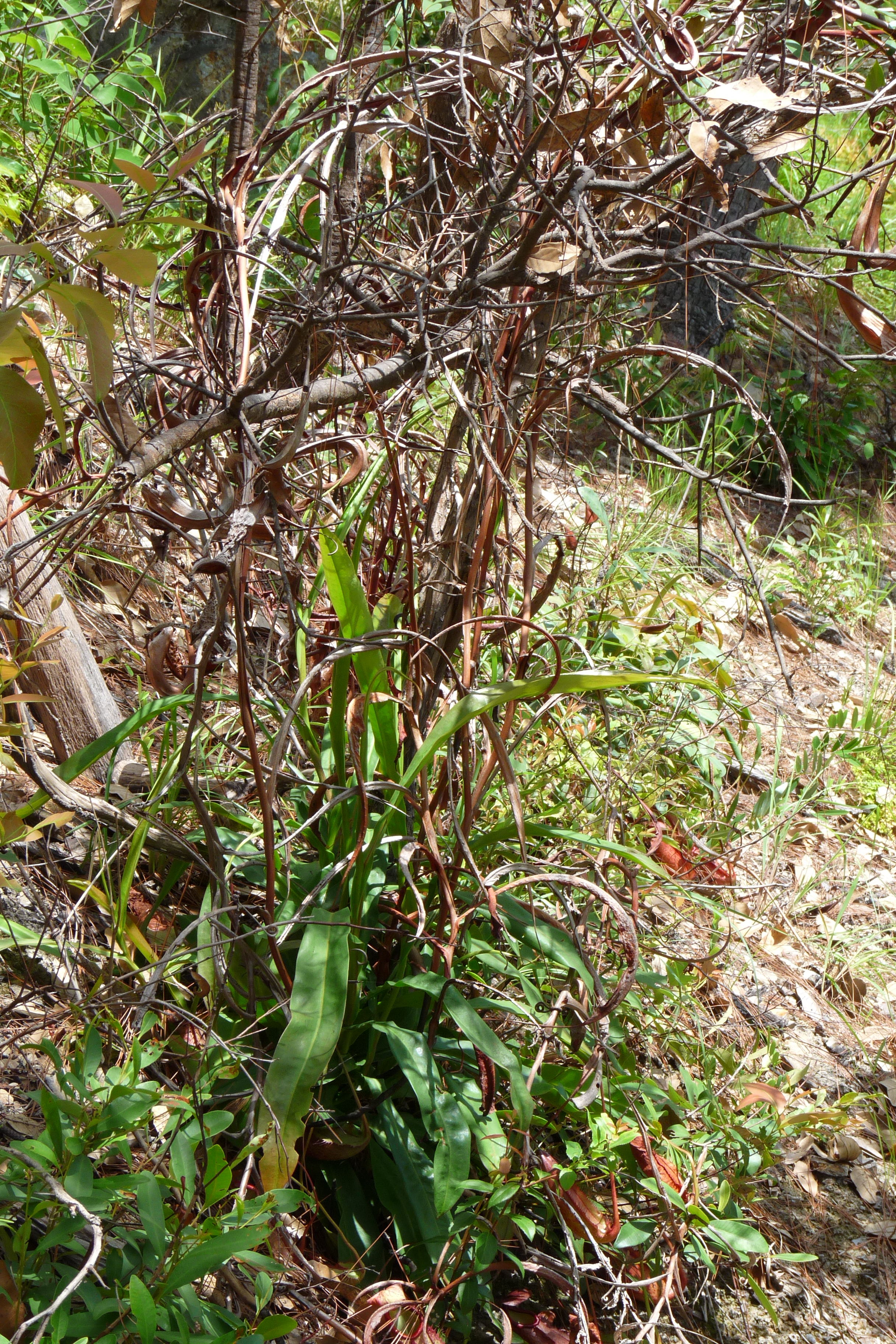
雨季时，霍尔登猪笼草的大型莲座状植株。残留着旱季枯死的攀援茎

霍尔登猪笼草存在于柬埔寨西部菩萨省豆蔻山脉的两座山峰上海拔600米至800米处，具体地点因保护的原因而未透露。进一步的研究发现，霍尔登猪笼草也可能生长于豆蔻山脉的其他山峰上，但因菩萨省是柬埔寨较偏远的省份，同时也是布地雷最多的省份，这对关于霍尔登猪笼草进行其他研究造成了障碍。
豆蔻山脉在高棉语中称为“Phnom Kravanh”，其起始于泰国东南部尖竹汶府的北部山脉（Khao Soi Dao Mountains），沿着泰国湾穿越泰柬边境，延伸至基里隆国家公园（Kirirom National Park）和茂物国家公园（Bokor National Park）的象山山脉。豆蔻山脉由一系列孤立的山峰、高原和丘陵组成。大多数山峰海拔为1400米至1700米，最高峰奥柔山（Phnom Aural）海拔为1771米。低地地区的植被主要由落叶龙脑香科树林组成，山坡地区的植被则主要由常绿山林构成。如奥柔山的一些山峰其东北部山脉则主要由原始的龙脑香科树林和常绿山林组成，中央山脉则包括松树林和草地。

## 生态关系
霍尔登猪笼草似乎与其他中南半岛所产的猪笼草之间存在着密切的近缘关系。它们的原生地都很类似。霍尔登猪笼草生长于季节性干旱的热带稀树草原或半落叶季雨林中，在干燥的季节很容易发生火灾，所以霍尔登猪笼草属于耐火植物。
霍尔登猪笼草生长于低地常绿林与低地山地常绿林的过渡带中。豆蔻山脉的低地常绿林主要由高大的树木组成，如千屈菜科紫薇属植物、龙脑香科异翅香属和龙脑香属植物、桑科榕属植物，以及豆科植物，不同种的竹子、藤本植物。山地常绿林位于海拔700至800米的地区，构成的树木较为矮小，如山毛榉科石柯属植物和桃金娘科蒲桃属植物。在这两种原生地，霍尔登猪笼草都生长于地势陡峭，阳光充足且开阔的山脊上，并扎根于泥炭中。第一种原生地具有部分遮荫（Mey 1及Neang & Holden 1, 2, 3, 4, 5, 6号标本都采集于此）。植物的生长环境阳光充足或被部分树阴遮挡。林中地表一般覆盖着大量的落叶。一些小型的兰科植物，大型的大戟科植物和陆生的五蕊寄生属（Dendrophthoe）植物也生存于此。第二种原生地（Mey 7号标本的采集地）开阔，无遮挡，旱季十分干燥。在此霍尔登猪笼草存在于一个陡峭山脊脚下的矮小树林中。部分蕨类植物；蚁栖植物，如茜草科蚁寨属（Hydnophytum）植物、萝藦科的大王花状瓜子金（Dischidia rafflesiana），及非蚁栖植物，如萝藦科的串钱藤（Dischidia nummularia）也作为附生植物生长于此。但没有在这些原生地中发现其他属的食虫植物，像波哥猪笼草（N. bokorensis）和斯迈尔斯猪笼草（N. smilesii）就常与狸藻科狸藻属和茅膏菜科茅膏菜属植物共同出现。由于第二种原生地频繁发生山火，所以很容易在此发现霍尔登猪笼草被烧毁的残骸。在第二种原生地也观察不到霍尔登猪笼草的攀援茎。霍尔登猪笼草的攀援茎存在于第一种原生地半遮荫的环境中。其与其他类似斯迈尔斯猪笼草的中南半岛猪笼草物种一样，霍尔登猪笼草能够在长期的干旱和小程度的山火中存活，这依赖于其地下块根对水分和养分的储备。豆蔻山脉北部存在霍尔登猪笼草的地区年平均降雨量为3000毫米，每年旱季长达4个月以上。
在附近的两个山峰上也发现了霍尔登猪笼草。埃里克·科勒博士（Dr. Eric Kohler）提供的岩石矿物组成及Rietveld全谱拟合定量分析的X射线衍射研究（（X-ray diffraction study of mineralogical composition of the rocks and quantification by Rietvield refinement））土壤分析报告表明，在两种原生地的砂岩由淋溶土壤组成，其中包括了石英和长石（钾长石和钠长石）。伊利石和高岭石为粘土形成过程中浸出的结果。少量的这些矿物即显示了当地典型的季风性大量降雨对土壤产生的巨大影响。在对第二种原生地土壤的分析中，检测出了少量碳酸盐，这是第一个原生地的土壤中不存在的。少量碳酸盐的出现可能是多种原因造成的，但其并不属于像诺斯猪笼草（N. northiana）生长于的石灰岩基质。根据地质学组数据表明，霍尔登猪笼草所处于的山峰部分是由一系列未变质的砂岩和页岩组成的，其被认为生成于泥盆纪－石炭纪。

## 保护状况
柬埔寨的生物多样性正受到各种的威胁，包括伐木、偷猎、土地投机买卖而侵占保护区和森林、外来物种入侵、通过原生地的道路建设、农业开发、采矿和水库蓄水。虽然保护区法规已颁布，但基本没有得到执行。豆蔻山脉的西部属于萨姆库斯山野生生物保护区。虽然已知霍尔登猪笼草在豆蔻山脉的分布零星，本地化，且只有几十个个体，但由于菩萨省是柬埔寨最严重的雷区之一，所以它也得到了一种特别的保护。在短期内，部分种群主要受到过度采集的威胁。因此，根据世界自然保护联盟的标准，已将霍尔登猪笼草列入了保护，保护状况为近危。

## 自然杂交种
尚未发现霍尔登猪笼草的自然杂交种。分布范围非常广泛的奇异猪笼草（N. mirabilis）通常会与生长于中南半岛的其他猪笼草之间杂交形成自然杂交种。但由于霍尔登猪笼草所处的环境十分的干燥，及其生存的海拔高度较高，使得杂交的可能大大降低。

## 食虫性及共生生物
在霍尔登猪笼草捕虫笼中的消化液中已发现了双翅目昆虫的幼虫。也发现了已死了的大型蟋蟀。昆虫和植物领域都在研究，当旱季时捕虫笼的形成非常困难，此时与之共生的生物将如何生存。这将对各种共生生物的生命周期的研究带来很大的启示。

## 扩展阅读
- 食虫植物照片搜寻引擎中霍尔登猪笼草的照片 （页面存档备份，存于）

 维基共享资源上的相關多媒體資源：霍尔登猪笼草
 維基物種上的相關：霍尔登猪笼草